# Bajirao Peshwa

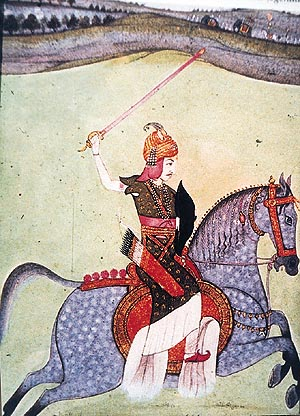
Bajirao Peshwa

Bajirao, född 18 augusti 1700, död 28 april 1740, var en peshwa (ung. premiärminister) över marathernas rike i Indien från 1721). Han efterträdde sin fader Balaji Vishwanath på sin post.
Bajrao hade ett gott anseende under sin livstid, och ansågs modig och intelligent. Han utvidgade också det marathiska riket, åt norr. Han ska ha vunnit 36 militära segrar, och aldrig förlorat på slagfältet. Bajirao flyttade huvudstaden till Pune. Under hans tid nådde den marathiska makten sitt zenit.